# Bayview (métro léger d'Ottawa)
Pour les articles homonymes, voir Bayview.
Pour la station de métro à Toronto, voir Bayview (métro de Toronto).
Bayview est une station de train léger située à Ottawa, en Ontario (Canada). La station permet la correspondance entre la ligne 1 et la ligne 2 de l'O-Train.

## Localisation
La station est située à l'ouest des plaines LeBreton, sur la rue Albert, près du chemin Bayview. Elle est localisée près de l'aréna Tom Brown et de la Petite-Italie, au seuil ouest du centre-ville. Elle dessert les quartiers d'Hintonburg et de Mechanicsville,.

## Histoire

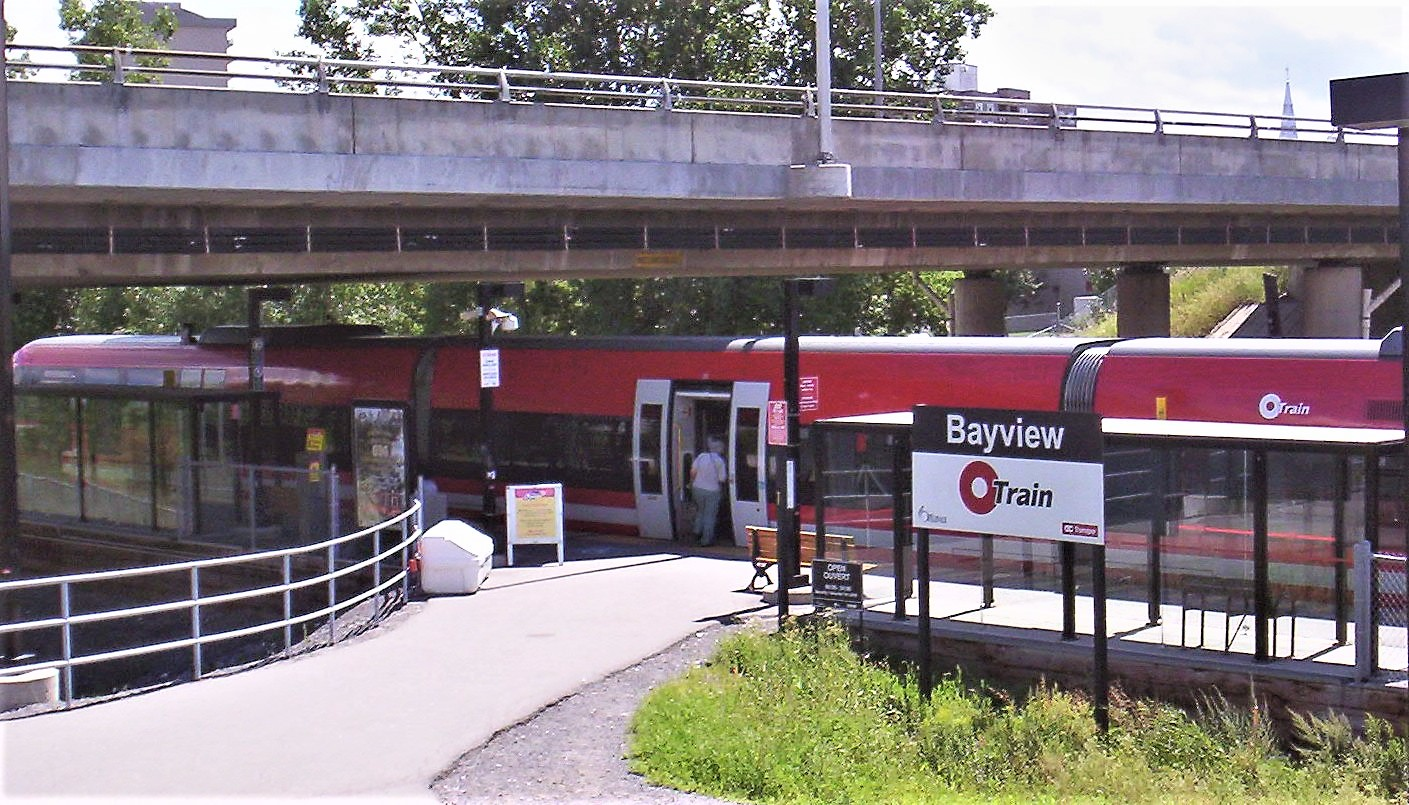
La station Bayview en 2005.

La station est construite en 2001 afin de servir de terminus à la nouvelle ligne d'O-Train, qui deviendrait par la suite la ligne Trillium. Un quai ferroviaire est construit au niveau de l'O-Train, et une station intercalaire est érigée sur le Transitway. Des sentiers pavés d'asphalte relient les deux arrêts situés de part et d'autre du Transitway et du quai.
Le 17 janvier 2016, la portion du Transitway de la station est fermée afin d'être transformée en station de métro léger; tous les autobus sont déviés par la rue Albert. Le 16 septembre 2017, la chaussée direction est déplacée de 300 m au sud afin de faciliter la construction de la nouvelle station de métro léger.
Lors de la reconstruction de la station, l'ancienne gare d'O-Train est fermée et de nouveaux quais sont construits plus au nord, sous la ligne de la Confédération.
La station rouvre complètement le 14 septembre 2019 en tant que pôle d'échange de l'O-Train.

## Aménagement

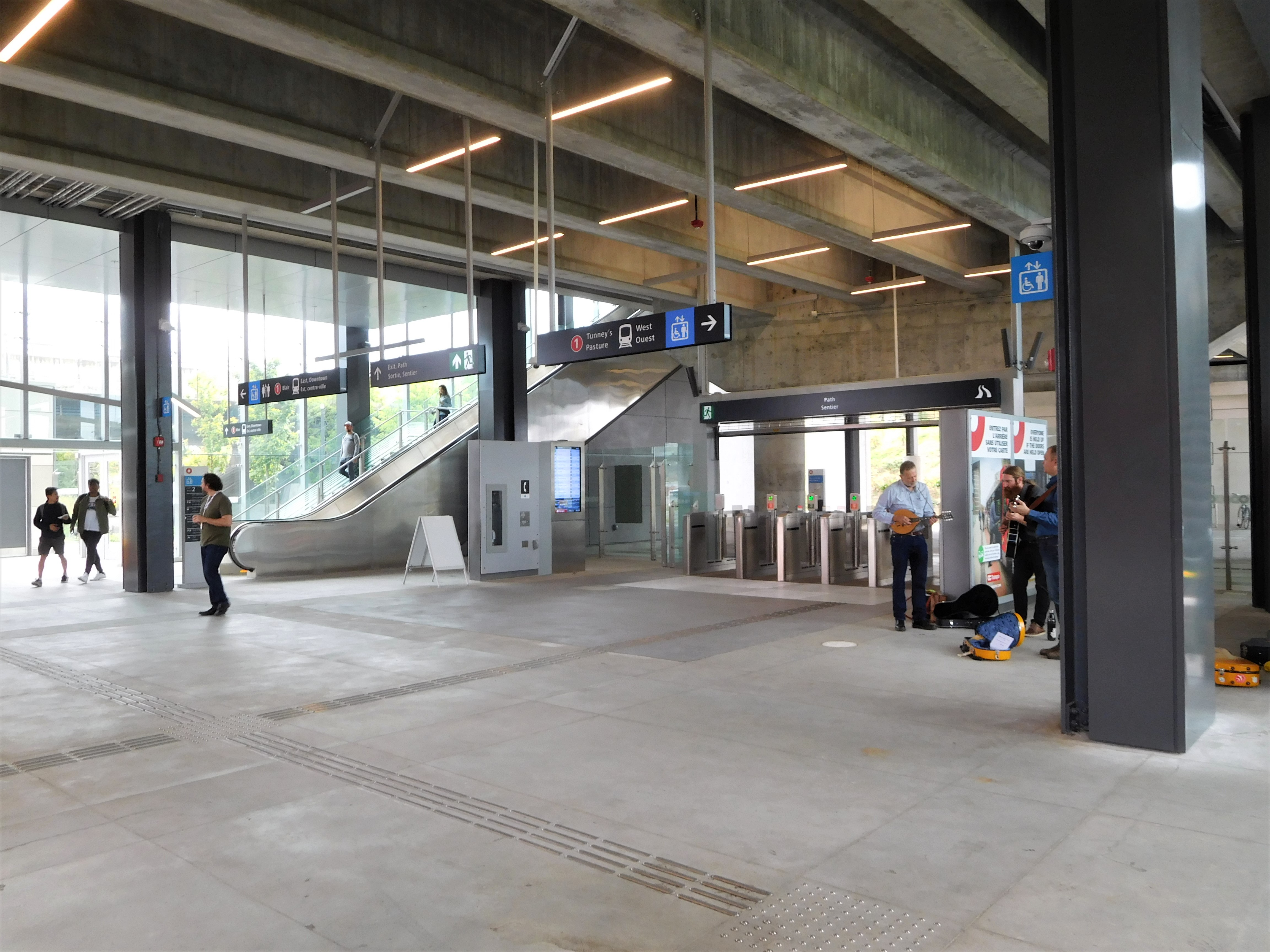
Transept et accès secondaire, niveau ligne Trillium.

L'accès à la station se fait par la rue Albert. Au niveau de la rue, l'édicule comprend la salle de contrôle et les tourniquets. Sous l'édicule, un transept relie les quais latéraux de part et d'autre de la ligne de la Confédération (Ligne 1), et permet d'accéder au quai unique de la ligne Trillium (Ligne 2). Un accès secondaire à la station, au niveau de la ligne Trillium, permet l'accès depuis une piste cyclable.
Une zone de tarification contrôlée unit les deux lignes de train, et permet la correspondance entre les trains sans avoir à revalider le paiement du tarif. Cependant, les arrêts d'autobus sont situés à l'extérieur de cette zone, et une revalidation est ainsi nécessaire lors de la correspondance d'un autobus à un train, ou vice-versa.
La station intègre deux œuvres d'art : Cascades de Pierre Poussin, un ensemble de deux grandes sculptures situées dans l'espace vert entourant la station, et As the Crow Flies d'Adrian Göllner, une sculpture linéaire sur la barrière entre les deux voies du niveau de la ligne de la Confédération.